# OX Весов
OX Весов (лат. OX Librae) — одиночная переменная звезда в созвездии Весов на расстоянии (вычисленном из значения параллакса) приблизительно 3288 световых лет (около 1008 парсеков) от Солнца. Видимая звёздная величина звезды — от +19,9m до +18,7m.

## Характеристики
OX Весов — пульсирующая переменная звезда типа RR Лиры (RRAB).